# Museu d'Història de la Medicina de Catalunya
El Museu d'Història de la Medicina de Catalunya (MHMC) és una institució, depenent del Col·legi de Metges de Barcelona, creat el 1981, que té com a missió la preservació del patrimoni mèdic i a la comunicació de la història de la medicina mitjançant la cultura material de la medicina contemporània. L'objectiu principal del museu consisteix a ser un instrument de caràcter científic i cultural per l'educació, de formació i investigació en la comprensió i el coneixement de la història de la medicina, en especial de Catalunya.

## Història
Els orígens del Museu es troben al final de la dècada de 1970 quan Felip Cid i Rafael, catedràtic d'història  de  la  medicina de la Universitat  Autònoma  de  Barcelona, va aconseguir el suport d'un bon  nombre d'institucions  mèdiques i culturals catalanes que van permetre reunir un patrimoni mèdic i oferir-lo,  de  manera  ordenada, al  públic  a  la  seu  del  passatge  Mercader de  Barcelona, un espai on ha romàs  al  llarg de gairebé tres  dècades. Entre aquestes institucions que van donar-hi suport es troben la Fundació Catalana, el Col·legi de Metges de Barcelona i la Reial Acadèmia de Medicina de Barcelona.

## Contingut
El patrimoni representatiu de la medicina catalana contemporània que conserva el museu està format per més de 6.000 peces, més de 60 arxius històrics documentals, unes 120 capçaleres de publicacions mèdiques periòdiques i un fons bibliogràfic singular anterior al segle xx. Consta d'una exposició de tota mena d'instrumentació i aparellatge mèdics emprats antigament, fins a la Primera Guerra Mundial, i mostra també manuscrits inèdits de personalitats de la medicina catalana i originals de la correspondència entre metges catalans i eminències d'arreu. Disposa també d'una biblioteca.

## Ubicació
Després de restar dues dècades a l'antiga seu del carrer Mercader de Barcelona, el tancament de les portes del MHMC va portar, des de l'any 2000, a concebre noves formes de fer-se visible. S'inicià, aleshores, una estratègia que es va anomenar «el museu politòpic», un museu que té lloc a diversos espais físics i que s'allunya de la idea de museu tradicional que concentra en una única seu tots els serveis. Entre les accions desenvolupades es buscà la visibilització a través del món virtual. La primera presentació general amb una sistematització de continguts va tenir lloc el 2004. Des d'aleshores, l'MHMC ha conreat aquest mitjà per tal d'explicar els diversos projectes de recuperació patrimonial, recerca i exposició, com ara els dedicats a l'exili mèdic, a l'arquitectura mèdica o al periodisme mèdic.
El 2008 una infecció de tèrmits precipità el trasllat de les col·leccions i la sortida de l'MHMC de Barcelona cap a una nova seu a Terrassa, a través d'un acord amb el Museu de la Ciència i de la Tècnica de Catalunya. El Museu també té una seu a Barcelona, al Col·legi de Metges de Barcelona (COMB). Des del final del 2013, el MHMC disposa també una seu parcial al Museu d'Història de Sant Feliu de Guíxols, a través de l'exposició «Curar-se en salut». Una altra opció espacial que persegueix des de fa anys l'MHMC és poder-se fer visible en un dels pavellons restaurats de l'Hospital de la Santa Creu i Sant Pau. En els darrers anys, doncs, la seu principal del Museu es troba a Terrassa, des d'on desenvolupa tasques de recerca i preservació de les col·leccions, i també acull col·laboracions, consultes, investigació i organització d'exposicions permanents i itinerants. Aquestes exposicions es poden visitar a la seu del COMB i al Museu Nacional de la Ciència i de la Tècnica de Catalunya (mNACTEC).